# Breynia vestita
Breynia vestita là một loài thực vật có hoa trong họ Diệp hạ châu. Loài này được Warb. mô tả khoa học đầu tiên năm 1891.